# لاتین‌گرایی
لاتین گرایی (Latinism) از (Medieval Latin) یک کلمه، اصطلاح یا تعبیر در زبانی غیر از لاتین است که از زبان لاتین مشتق شده یا دلالت بر آن دارد.

## اصطلاح
اصطلاح لاتین گرایی به آن دسته از کلمات وامدار اشاره دارد که مستقیماً از لاتین به زبان دیگری وارد شده‌اند (مخصوصاً در بین اصطلاحات inkhorn رایج است). در زبان انگلیسی و زبان‌های اروپایی موارد زیادی کلمات لاتین وجود دارد.

## لاتین گرایی واژگانی
لاتین‌گرایی‌های واژگانی اولیه در زبان‌های مختلفی تأیید شده‌اند که در طول گسترش فرهنگ روم باستان با زبان لاتین در تماس بودند. همین روند در قرون وسطی ادامه یافت و در دوران مدرن تحت تأثیر اصطلاحات علمی، عمدتاً بر اساس علمی لاتین، اشکال جدیدی به دست آورد.

## لاتین گرایی نحوی
علاقه مجدد به ادبیات کلاسیک لاتین در طول دوره رنسانس منجر به ظهور اشکال مختلف لاتین گرایی نحوی شد.
گرایش نویسندگان رنسانس و متاخر به شکل‌دادن نحو جملات خود بر اساس سبک بلاغی مورد استفاده نویسندگان لاتین کلاسیک تداوم داشته‌است، مانند سیسرو و سزار.

## لاتین گرایی اصطلاحی
اصطلاحات لاتینی، عبارتی هستند که از زبان لاتین اقتباس شده یا بر اساس عبارت‌شناسی لاتین شکل گرفته‌اند.